# Ołeksandr Jewtuszok
Ołeksandr Wasylowycz Jewtuszok, ukr. Олександр Васильович Євтушок, ros. Александр Васильевич Евтушок, Aleksandr Wasiljewicz Jewtuszok (ur. 11 stycznia 1970 w Dżankoju) – ukraiński piłkarz, grający na pozycji obrońcy, a wcześniej pomocnika, reprezentant Ukrainy.

## Kariera piłkarska

### Kariera klubowa
W 1990 rozpoczął karierę piłkarską w miejscowym klubie Tawrija Symferopol, skąd w 1992 przeszedł do Naftowyka Ochtyrka, a w następnym roku do Jaworu Krasnopole. W 1993 został zaproszony do lwowskich Karpat. W sezonie 1995/96 występował w Dniprze Dniepropetrowsk. W 1997 wyjechał do Anglii, gdzie bronił barw Coventry City F.C. Po krótkim okresie powrócił do Ukrainy, gdzie ponownie został piłkarzem Karpat. Karierę piłkarską kończył w kijowskim CSKA.

### Kariera w reprezentacji
7 września 1994 debiutował w drużynie narodowej Ukrainy w przegranym 0:2 meczu kwalifikacyjnym do Euro-96 z Litwą. Łącznie rozegrał 8 gier reprezentacyjnych.

## Sukcesy i odznaczenia

### Sukcesy klubowe
- brązowy medalista Mistrzostw Ukrainy: 1996, 1998

## Życie prywatne
Po zakończeniu kariery sprzedał mieszkanie we Lwowie i kupił dom we wsi Morski koło miasta Sudak na Krymie. Został Świadkiem Jehowy oraz zajął się działalnością turystyczną. Jest żonaty, uważa wychowywanie trzech córek za najważniejsze zadanie w życiu i dlatego też nie chce pracować jako trener lub agent piłkarski.